# Stenanona tuberculata
Stenanona tuberculata G.E. Schatz & Maas – gatunek rośliny z rodziny flaszowcowatych (Annonaceae Juss.). Występuje naturalnie w Hondurasie. 

## Morfologia
PokrójZimozielone drzewo dorastające do 5–10 m wysokości.
LiścieMają eliptyczny, lancetowaty lub odwrotnie jajowaty kształt. Mierzą 5–24,2 cm długości oraz 2–8,4 cm szerokości. Nasada liścia jest klinowa. Blaszka liściowa jest całobrzega o ostrym lub spiczastym wierzchołku. Ogonek liściowy jest owłosiony i dorasta do 2–3 mm długości.
KwiatySą zebrane w pęczki, rozwijają się bezpośrednio na pniach i gałęziach (kaulifloria). Działki kielicha mają owalny kształt i dorastają do 8–13 mm długości. Płatki mają kształt od podłużnego do lancetowatego i osiągają do 8–20 mm długości. Kwiaty mają 50–70 pręcików i 7–13 owocolistków.
OwocePojedyncze, o kulistym kształcie, osiągają 19–23 mm długości.

## Biologia i ekologia
Rośnie w lasach. Występuje na wysokości do 500 m n.p.m.